# Adidas Beau Jeu

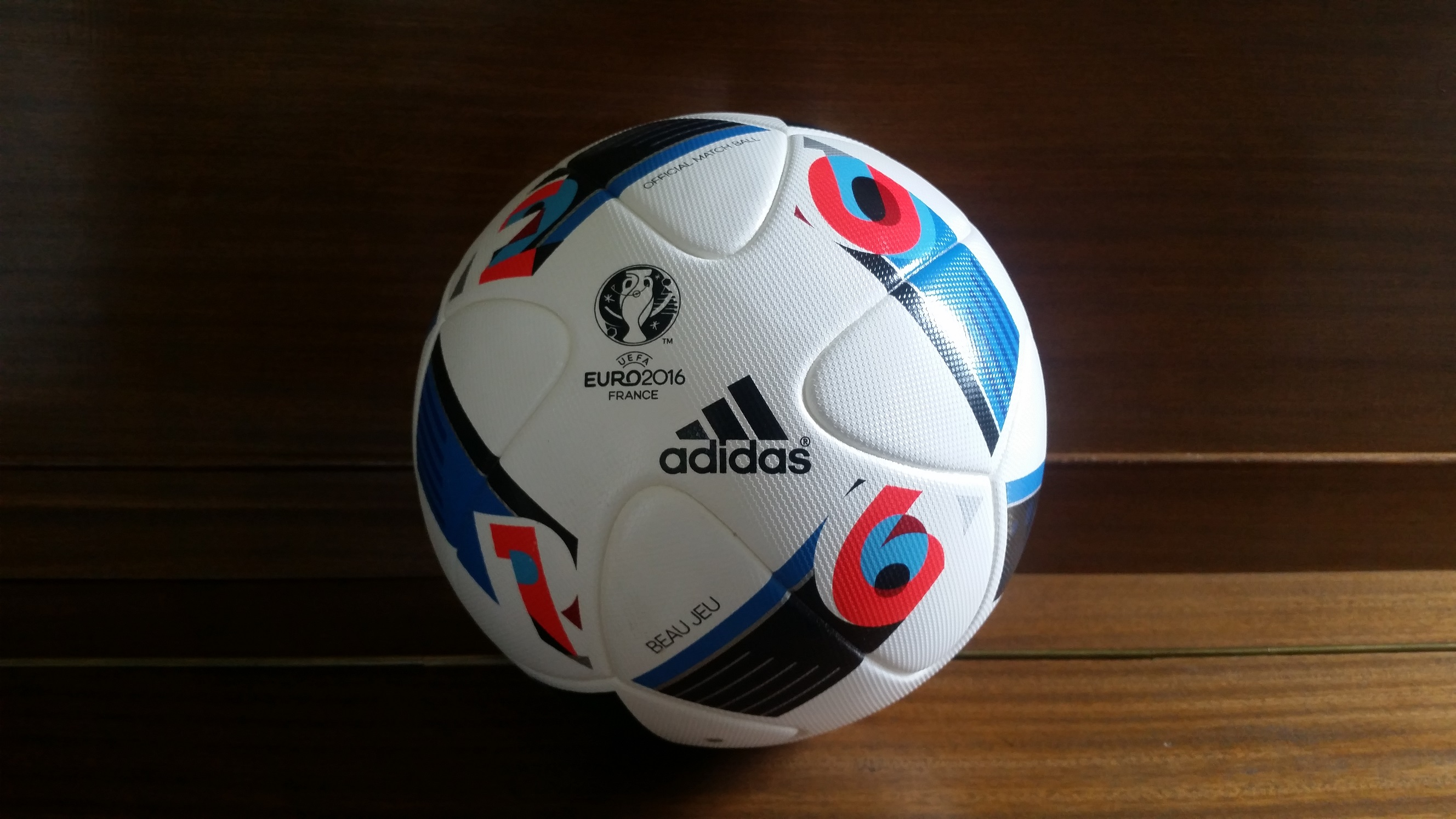
Adidas Beau Jeu

Adidas Beau Jeu是2016年欧洲足球锦标赛的官方比赛用球。法语“Beau Jeu”意为“完美的比赛”（Beautiful Game）。该球由阿迪达斯设计，于2015年11月12日由法国国家队前队员齐内丁·齐达内公布，采用巴西荣耀的元素。蓝色线条和红色线条交相辉映，每一行印有构成字母“EURO”和数字“2016”的字样。